# 7298 Matudaira-gou
7298 Matudaira-gou è un asteroide della fascia principale. Scoperto nel 1992, presenta un'orbita caratterizzata da un semiasse maggiore pari a 2,5287418 UA e da un'eccentricità di 0,1299896, inclinata di 8,31661° rispetto all'eclittica.